# Wyspy Banggai

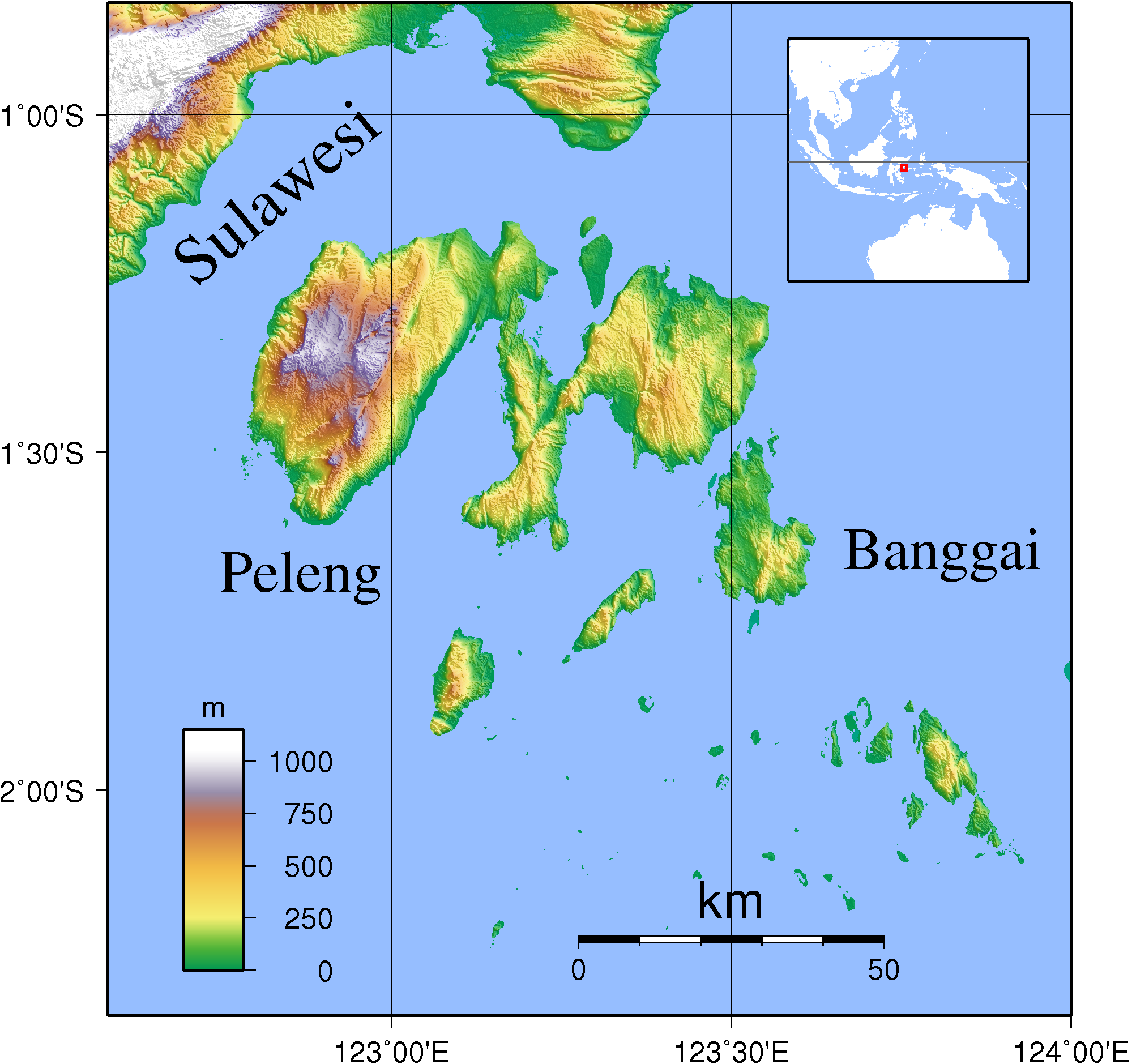
Wyspy Banggai

Wyspy Banggai (indonez. Kepulauan Banggai) – archipelag w Indonezji u wschodnich wybrzeży wyspy Celebes, oddziela morze Moluckie od zatoki Tolo należącej do morza Banda; wchodzi w skład prowincji Celebes Środkowy.
Oddzielony cieśniną Peleng od Celebes (na północy) i cieśniną Salue Timpaus od wysp Sula (na wschodzie). Główne wyspy: Peleng, Banggai, prócz tego około 100 mniejszych. Powierzchnia 3165 km², ok. 140 tys. mieszkańców.
Na wyspach używany jest zanikający język banggai.
Uprawa ryżu, sagowca; eksploatacja lasów; rybołówstwo i połów żółwi; turystyka. Główne miasto: Banggai (na wyspie Banggai).